# Homola minima
Homola minima är en kräftdjursart som beskrevs av Danièle Guinot och Richer de Forges 1995. Homola minima ingår i släktet Homola och familjen Homolidae. Inga underarter finns listade i Catalogue of Life.